# Metodistična evangeličanska cerkev, Gorica
Goriška metodistična evangeličanska cerkev je kraj čaščenja v Gorici. Ustanovljena je bila leta 1864.

## Zgodovina
Protestantizem se je v Gorici spet pojavil šele leta 1819, ko je nemški podjetnik Johann Christoph Ritter von Záhony svojo rafinerijo sladkorja, izmed najpomembnejših v Avstriji, preselil v Gorico in pritegnil številne luteranske delavce iz Nemčije. Sčasoma je družina Ritter postala zelo vplivna v mestu, promovirala je njegov gospodarski in družbeno-kulturni razvoj, gradila zavetišča za dekleta, revne in onemogle skupaj s šolami, vrtci in bolnišnicami. Družina je imela v lasti zemljišče na katerem je bila leta 1864 zgrajena ta cerkev, ki je ostala luteranska do konca prve svetovne vojne. Medtem je skupnost proti koncu stoletja sprejela tudi Italijane in Slovence, ki so postajali vse številčnejši. S prvo svetovno vojno so se avstrijski in nemški člani vrnili v svoje rojstne kraje in leta 1922 se je skupnost, sedaj z italijansko večino, pridružila Metodistični škofovski cerkvi ameriškega porekla, od katere je prejela veliko ekonomsko pomoč.